# Liste der denkmalgeschützten Objekte in Bochov
Grundlage dieser Liste der denkmalgeschützten Objekte in Bochov ist die ÚSKP-Liste (Ústřední seznam kulturních památek České republiky, deutsch Zentrale Liste der Kulturdenkmäler der Tschechischen Republik), die von der tschechischen Denkmalschutzbehörde NPÚ (Národní památkový ústav, deutsch Nationale Denkmalbehörde) seit 1987 geführt wird und an die seit dem Jahr 1850 geschaffenen Listen anschließt.

## Denkmalgeschützte Objekte in der Stadt Bochov nach Ortsteilen

### Bochov(Buchau)
| Lage                                           | Objekt                                                        | Beschreibung | ÚSKP-Nr.                  | Bild              |
| ---------------------------------------------- | ------------------------------------------------------------- | --- | ------------------------- | ----------------- |
| Bochov, náměstí Míru (Standort)                | Mariensäule                                                   | Mariensäule, frühbarocke Sandsteinarbeit von 1685. | 31369/4-755 Info Katalog  | weitere Bilder    |
| Bochov, náměstí Míru (Standort)                | Statue des hl. Johannes von Nepomuk                           | Statue des hl. Johannes von Nepomuk. Barocke Sandsteinstatue aus der ersten Hälfte des 18. Jahrhunderts, auf Sandsteinsockel mit Sternrelief und zwei Steinstufen. | 28057/4-754 Info Katalog  | weitere Bilder    |
| Bochov, náměstí Míru (Standort)                | Turmartiger Brunnen                                           | Neugotischer Brunnen aus der Mitte des 19. Jahrhunderts, in turmartiger Form auf quadratischem Grundriss mit Eckpfeilern und konischem Dach gestaltet. | 22797/4-753 Info Katalog  | weitere Bilder    |
| Bochov, náměstí Míru (Standort)                | Brunnen                                                       | Klassizistischer Steinbrunnen, wohl Ende des 18. Jahrhunderts. Wasserbecken in quadratischer Form, verziert mit Pilastermotiven, in der Mitte mit einer prismatischen Säule als Wasserspeier. | 22339/4-752 Info Katalog  | weitere Bilder    |
| Bochov, náměstí Míru 1 (Standort)              | Rathaus                                                       | Ursprünglich ein gotischer Bau aus dem 3. Viertel des 14. Jahrhunderts, wurde es im 18. Jahrhundert im Barockstil umgebaut. Die Fassade wurde durch Empire-Umbauten im 19. Jahrhundert verändert. Ein vierflügeliges Gebäude mit einer Hauptfassade von 6 Achsen, das Gebäude wird von einem prismatischen Turm dominiert. | 32609/4-745 Info Katalog  | Rathaus           |
| Bochov, náměstí Míru 33 (Standort)             | Bürgerhaus Nr. 33                                             | Eingeschossiges Bürgerhaus in terrassenförmiger Bebauung des Platzes, dem es mit seiner 5-achsigen Fassade zugewandt ist. Ursprünglich ein spätgotischer Bau aus dem 15. Jahrhundert, wurde es nach 1772 spätbarock umgebaut und im 19. Jahrhundert klassizistisch umgestaltet. | 15763/4-4148 Info Katalog | weitere Bilder    |
| Bochov, náměstí Míru 34 (Standort)             | Bürgerhaus Nr. 34                                             | Eingeschossiges Bürgerhaus in geschlossener Bebauung des Platzes. Das ursprünglich gotische Gebäude wurde im 16. Jahrhundert im Renaissancestil umgebaut, aus dieser Zeit stammt das bedeutende Hauptportal sächsischen Typs. Weitere Umbauten erfolgten im 19. und 20. Jahrhundert. | 39086/4-746 Info Katalog  | Bürgerhaus Nr. 34 |
| Bochov, náměstí Míru 35, Opletalova (Standort) | Bürgerhaus Nr. 35                                             | Das Areal bestehend aus einem Bürgerhaus mit Nebengebäude, das früher als Wirtschaftsgebäude diente. Das Gebäude stammt vom Ende des 14. Jahrhunderts, sein heutiges Aussehen erhielt es an der Wende vom 18. zum 19. Jahrhundert. Durch den Umbau zum Hotel „Slunce“ (Sonne). | 25592/4-747 Info Katalog  | Bürgerhaus Nr. 35 |
| Bochov, Pražská 232 (Standort)                 | Bauernhaus Nr. 232                                            | Bauerngehöft vom Ende des 18. Anfang des 19. Jahrhunderts, bestehend aus Wohn- und Wirtschaftsgebäude. Das Haus ist eingeschossig, mit Krüppelwalmdach und einer 5-achsigen Fassade. | 15690/4-751 Info Katalog  | weitere Bilder    |
| Bochov, Pražská (Standort)                     | Kirche des hl. Erzengels Michael (Kostel Archanděla Michaela) | Ursprünglich spätgotische Pfarrkirche aus dem 15. Jahrhundert, die nach einem Brand 1666/67 im frühbarocken Stil wiederhergestellt wurde. Weitere Umbauten erfolgten im 18. Jahrhundert. Langhaus mit dreiseitigem Abschluss, markanter Fassade und einem Turm. | 22229/4-743 Info Katalog  | weitere Bilder    |
| Bochov, Pražská 122 (Standort)                 | Pfarrhaus                                                     | Barocke Pfarrhaus, um 1750 südlich der Pfarrkirche St. Michael erbaut – ein freistehendes Gebäude mit einer 5-achsigen Hauptfassade und einem Mansarddach, einschl. gemauerter Toranlage. | 24747/4-750 Info Katalog  | weitere Bilder    |
| Bochov, am westlichen Stadtrand (Standort)     | Burg Hungerberg (Hrad Hungerberg)                             | Reste der Burg Hungerberg (Hrabišické hradiště). Von der Burg sind nur der Wassergraben und Außenwall erhalten geblieben. Sie entstand am Ende des 14. Jahrhunderts unter den Riesenburgern (Rýzmburk), sie wurde vermutlich im Jahre 1469 während der Belagerung von Buchau durch die Truppen von Georg von Podiebrad (1420–1471) zerstört. | 24399/4-742 Info Katalog  | weitere Bilder    |
| Bochov, 1 km südlich der Stadt (Standort)      | Burg Hartenštejn (Hrad Hartenštejn)                           | Burg Hartenstein – Ruine einer spätgotischen Burg, die in den 1460er bis 1470er Jahren von Heinrich von Plauen, Burggraf von Meißen, erbaut wurde. Die Burg mit ihren Batterietürmen und Schießscharten war eine der besten Verteidigungsanlagen in Böhmen. Bereits 1573 wird sie als verlassen aufgeführt. | 16369/4-741 Info Katalog  | weitere Bilder    |
| Bochov, südwestlich der Stadt (Standort)       | Kirche des hl. Jakobus (Kostel svatého Jakuba)                | St.-Jakobs-Kirche, ursprünglich eine gotische Pfarrkirche, Ende des 13. Jahrhunderts erbaut. Die erste urkundliche Erwähnung stammt aus dem Jahr 1356, spätbarocker Umbau in den Jahren 1768 bis 1774. Langhaus mit langgestrecktem, polygonal geschlossenem Presbyterium. Die Kirche gehörte zur heute untergegangenen Siedlung Krašnov, die älter war als die heutige Stadt Bochov. In der zweiten Hälfte des 20. Jahrhunderts wurde die Kirche (Langhaus, Gewölbe und Innenausstattung) durch unterbliebene Instandhaltung zerstört. | 21008/4-744 Info Katalog  | weitere Bilder    |

### Číhaná (Tschies)
| Lage                                 | Objekt                                                         | Beschreibung | ÚSKP-Nr.                  | Bild           |
| ------------------------------------ | -------------------------------------------------------------- | --- | ------------------------- | -------------- |
| Číhaná, náves (Dorfplatz) (Standort) | Kapelle des hl. Johannes und Paul (Kaple svatých Jana a Pavla) | Die Gemeindekapelle St. Johannes und Paul wurde wahrscheinlich in der ersten Hälfte des 19. Jahrhunderts erbaut. Ein kleiner Sakralbau mit rechteckigem Grundriss, mit dreiseitigem Giebel, Satteldach und einem Glockenturm. | 50179/4-5200 Info Katalog | weitere Bilder |

### Dlouhá Lomnice (Langlamnitz)
| Lage                         | Objekt            | Beschreibung | ÚSKP-Nr.                 | Bild              |
| ---------------------------- | ----------------- | --- | ------------------------ | ----------------- |
| Dlouhá Lomnice 14 (Standort) | Bauernhaus Nr. 14 | Bauerngehöft aus der ersten Hälfte des 19. Jahrhunderts mit Wohn- und Wirtschaftsteil in einem Gebäude, im Erdgeschoss gemauert, im Obergeschoss Fachwerk, gedeckt mit einem Schindeldach. | 27354/4-789 Info Katalog | Bauernhaus Nr. 14 |
| Dlouhá Lomnice 30 (Standort) | Bauernhaus Nr. 30 | Bauerngehöft fränkischen Typs aus der ersten Hälfte des 19. Jahrhunderts, teils gemauert, teils Fachwerk, mit Kassettengiebeln, gedeckt mit einem Satteldach.                              | 18538/4-790 Info Katalog | weitere Bilder    |
| Dlouhá Lomnice 12 (Standort) | Bauernhaus Nr. 12 | Bauerngehöft fränkischen Typs, vermutlich aus der ersten Hälfte des 19. Jahrhunderts, teils gemauert und teils Fachwerk, Satteldach.                                                       | 37451/4-788 Info Katalog | Bauernhaus Nr. 12 |

### Javorná (Gabhorn)
| Lage                  | Objekt                          | Beschreibung | ÚSKP-Nr.                 | Bild           |
| --------------------- | ------------------------------- | --- | ------------------------ | -------------- |
| Javorná 69 (Standort) | Schloss Javorná (Zámek Javorná) | Das Areal des Schlosses in Javorná besteht aus dem Schloss, der Kirche des hl. Johannes von Nepomuk und den angrenzenden Gärten. Das Schloss wurde zwischen 1729 und 1730 im hochbarocken Stil an der Stelle einer älteren Feste aus dem 14. Jahrhundert erbaut. | 14901/4-863 Info Katalog | weitere Bilder |

### Kozlov (Koßlau)
| Lage              | Objekt                                                    | Beschreibung | ÚSKP-Nr.                 | Bild           |
| ----------------- | --------------------------------------------------------- | --- | ------------------------ | -------------- |
| Kozlov (Standort) | Kirche Mariä Himmelfahrt (Kostel Nanebevzetí Panny Marie) | Das Areal der Kirche Mariä Himmelfahrt besteht aus der Kirche, einer Leichenhalle, einer Umfassungsmauer, einem Treppenhaus und zwei Toren. Die Kirche wurde in der zweiten Hälfte des 14. Jahrhunderts im gotischen Stil erbaut. 1708 erfolgte ein barocker Umbau, der gotische Kern blieb jedoch erhalten. | 34048/4-923 Info Katalog | weitere Bilder |

### Polom (Pohlem)
| Lage                                                          | Objekt        | Beschreibung | ÚSKP-Nr.                  | Bild |
| ------------------------------------------------------------- | ------------- | --- | ------------------------- | ---- |
| Polom, an der nordwestlichen Seite des Dorfplatzes (Standort) | Festung Polom | Festung, nur noch archäologische Reste. Die räumliche Bestimmung ist nicht eindeutig. Früher befand es sich am westlichen Dorfrand eine Feste. Ein weiterer mutmaßlicher Fundort liegt am nordwestlichen Dorfrand, nordwestlich des Teichs. Eine Infotafel weist auf das Haus Nr. 14 hin, wo sich Reste der Festungsmauern, Graben und Wall befinden sollen. | 40171/4-1004 Info Katalog | BW   |

### Sovolusky (Zoboles)
| Lage                 | Objekt                                       | Beschreibung | ÚSKP-Nr.            | Bild           |
| -------------------- | -------------------------------------------- | --- | ------------------- | -------------- |
| Sovolusky (Standort) | Kapelle des hl. Jakob (Kaple svatého Jakuba) | Kapelle des hl. Jakob. Ursprünglich eine kleinere Kapelle aus dem 18. Jahrhundert, die vor 1841 im spätbarocken Stil umgebaut und erweitert wurde. Kleines Sakralgebäude mit rechteckigem Grundriss und dreiseitigem Presbyterium und mit sechsseitigem Glockenturm. | 100995 Info Katalog | weitere Bilder |

### Těšetice(Teschetitz)
| Lage                                                                    | Objekt                    | Beschreibung | ÚSKP-Nr.                  | Bild           |
| ----------------------------------------------------------------------- | ------------------------- | --- | ------------------------- | -------------- |
| Těšetice, am Haus Nr. 14, an der Landstraße nach Dolní Valov (Standort) | Ehem. Speicher bei Nr. 14 | Ein heute nicht mehr existierender Speicher aus dem 19. Jahrhundert (abgetragen zwischen 1985 und 2003). Ein Speicher auf trapezförmigem Grundriss mit gemauertem Erdgeschoss und verputztem ersten Stock, verbrettert und durch ein Gesims vom Erdgeschoss und den verbretterten Giebeln getrennt. | 35308/4-1089 Info Katalog | BW             |
| Těšetice 47, náves (Dorfplatz) (Standort)                               | Bauernhaus Nr. 47         | Bauerngehöft, ursprünglich zwei getrennte Landhäuser, von denen eins zu einem Wirtschaftsgebäude umgebaut wurde, heute zu einer Garage umgebaut. Wertvolles Backsteingebäude mit spätbarocken Formen, ein Typus, der in der Karlsbader Region weniger verbreitet ist, mit charakteristischen dekorativen Blitzableitern, die in der Buchauer Region verwendet werden. Das angebaute ursprünglich separate Fachwerkgebäude ist eine Art Landhaus mit einem Wirtschaftsteil unter einem Dach. | 36026/4-1090 Info Katalog | weitere Bilder |

### Údrč(Udritsch)
| Lage                                       | Objekt                                            | Beschreibung | ÚSKP-Nr.                  | Bild                                |
| ------------------------------------------ | ------------------------------------------------- | --- | ------------------------- | ----------------------------------- |
| Údrč (Standort)                            | Kirche des hl. Leonhard (Kostel svatého Linharta) | Kirche des hl. Leonhard, ursprünglich eine gotische einschiffige Kirche mit dreiseitigem Presbyterium, in späteren Perioden mehrfach umgebaut. Das heutige Erscheinungsbild wird maßgeblich durch den klassizistischen Wiederaufbau nach dem Brand von 1783 geprägt. | 12781/4-4920 Info Katalog | weitere Bilder                      |
| Údrč, gegenüber von Haus Nr. 82 (Standort) | Statue des hl. Johannes von Nepomuk               | Sandsteinstatue des hl. Johannes von Nepomuk aus den Jahren 1761–1765 auf hohem Sockel mit Reliefkartusche und Inschrift. Es befindet sich mitten im ehemaligen Dorf. | 106897 Info Katalog       | Statue des hl. Johannes von Nepomuk |
| Údrč, im ehemaligen Schlosspark (Standort) | Festung                                           | Festung, vermutlich ehem. Wasserfeste und Vorgängerbau des jetzigen Schlosses Údrč. Ursprünglich vielleicht eine kreisförmige Festung mit einem Durchmesser von etwa 20 m, war sie im Norden, Osten und Süden von einem etwa 6 m breiten und 2 m tiefen Graben umgeben. Am nordöstlichen Rand der Festung über dem Fischteich ist ein Teil des Mauerwerks noch erhalten. | 36657/4-1105 Info Katalog | BW                                  |
| Údrč Nr. 1 (Standort)                      | Schloss Údrč                                      | Schloss Udritsch – Barockschloss, durch Umbau der ursprünglichen Renaissancefestung im 17. Jahrhundert entstanden, 1898 durch Brand zerstört und wieder aufgebaut. Nach 1945 wurden die Gebäude von einem landwirtschaftlichen Betrieb genutzt, jetzt in Privatbesitz, derzeit ohne Denkmalschutz.                                                                       | Wikidata-Objekt anzeigen  | weitere Bilder                      |